# Alla Polacca
Alla Polacca est un groupe de metal alternatif et metal progressif portugais, originaire de Porto.

## Biographie
Alla Polacca est formé en 2001 à Porto. En novembre 2003, le groupe publie un EP intitulé Not the White P?, et un split avec Stowaways. 
En 2005, le groupe subit plusieurs changements de formation, ce qui affecte leurs activités. « À chaque fois que quelqu'un venait ou sortait, on devait répéter toutes les chansons », explique le guitariste Leonel Sousa. En 2008, près de six ans après leur dernier album, le groupe publie son nouvel album, We´re Metal and Fire in the Pliers of Time,. Il est bien accueilli par la presse spécialisée locale, et élue favori par Rádio Radar et le site web Cotonete .

## Membres

### Membres actuels
- Márcio Carvalho - basse, chant
- Duarte Silva - batterie
- Leonel Sousa - guitare, chant
- Pedro Silva - guitare

### Anciens membres
- Rodrigo Cardoso - guitare (2001-2008)
- Pedro Marques - piano, clavier (2001-2006)
- Telmo Carvalho - batterie (2001-2005)
- Simone Sousa - chant (2001-2003)
- Francisco Silva - guitare, chant (2003)

## Discographie

### Albums studio
- 2001 : Old and Alla
- 2002 : Not the White P?
- 2003 : Why not You ?
- 2008 : We´re Metal and Fire in the Pliers of Time

### Compilations
- 2002 : Cais do Rock Vol.4
- 2002 : Your Imagination
- 2003 : Looking for Stars
- 2003 : 007
- 2005 : Can Take You Anywhere You Want